# Łubinnik
Łubinnik (Thermopsis R. Brown) – rodzaj roślin z rodziny bobowatych. Obejmuje 27 gatunków. Rośliny te występują w większości w strefie umiarkowanej w Azji, poza tym w Himalajach, w europejskiej części południowej Rosji oraz w Ameryce Północnej (wschodnie i zachodnie Stany Zjednoczone i Kolumbia Brytyjska w Kanadzie). W naturze rosną w większości w górskich lasach i na ich skrajach, w formacjach trawiastych i zaroślowych, na pustyniach, w tundrze i subarktycznych zaroślach i lasach.
Rośliny z tego rodzaju uprawiane są jako ozdobne, wykorzystywane są do umacniania skarp, w celu ochrony przed erozją, w ziołolecznictwie, niektóre są chwastami w uprawach.
Nazwa naukowa utworzona została z greckiego słowa thermos oznaczającego „łubin” i przyrostka -opsis oznaczającego „wygląd” w nawiązaniu do przypominających łubin kwiatostanów.

## Morfologia

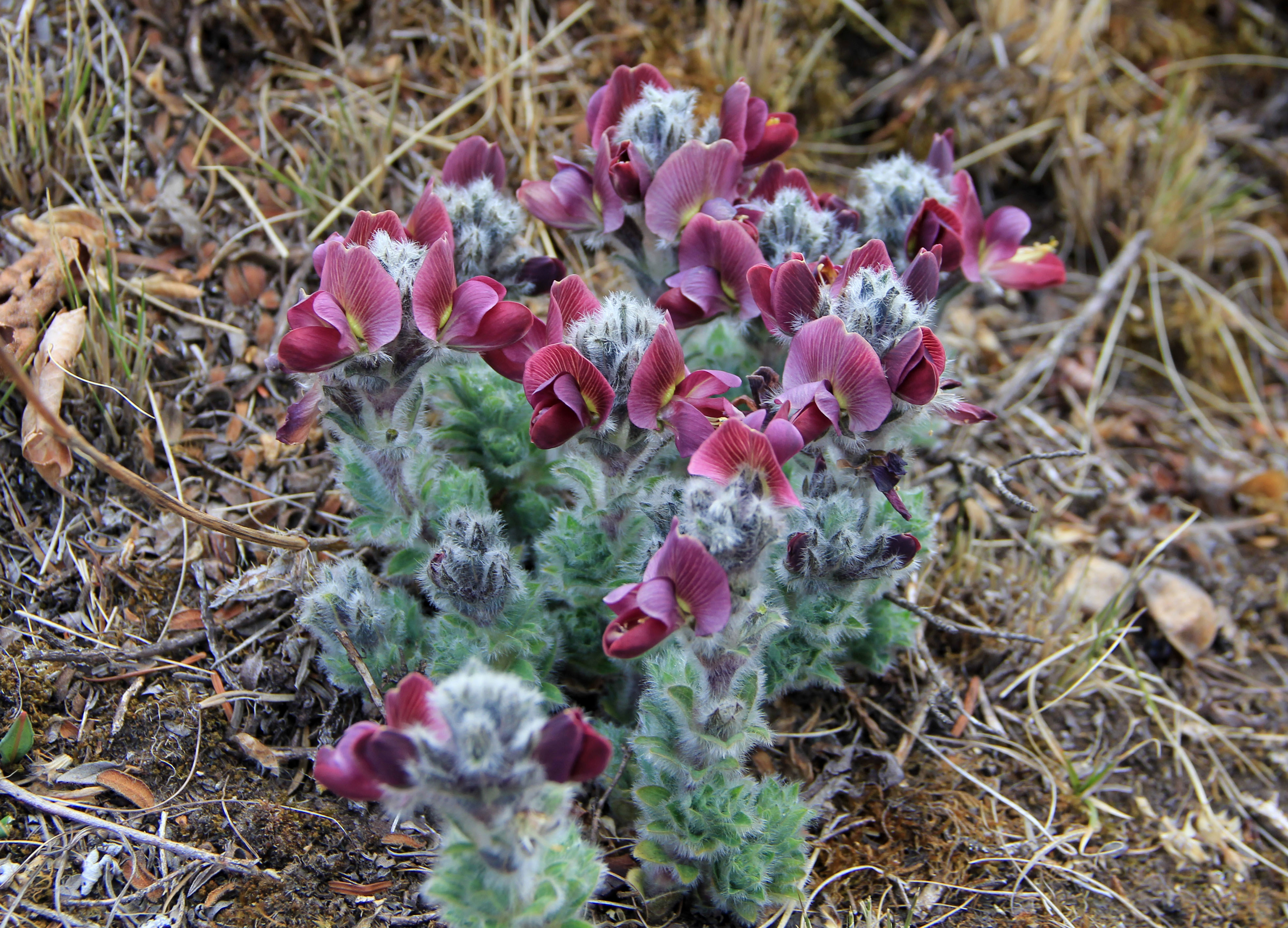
Thermopsis barbata

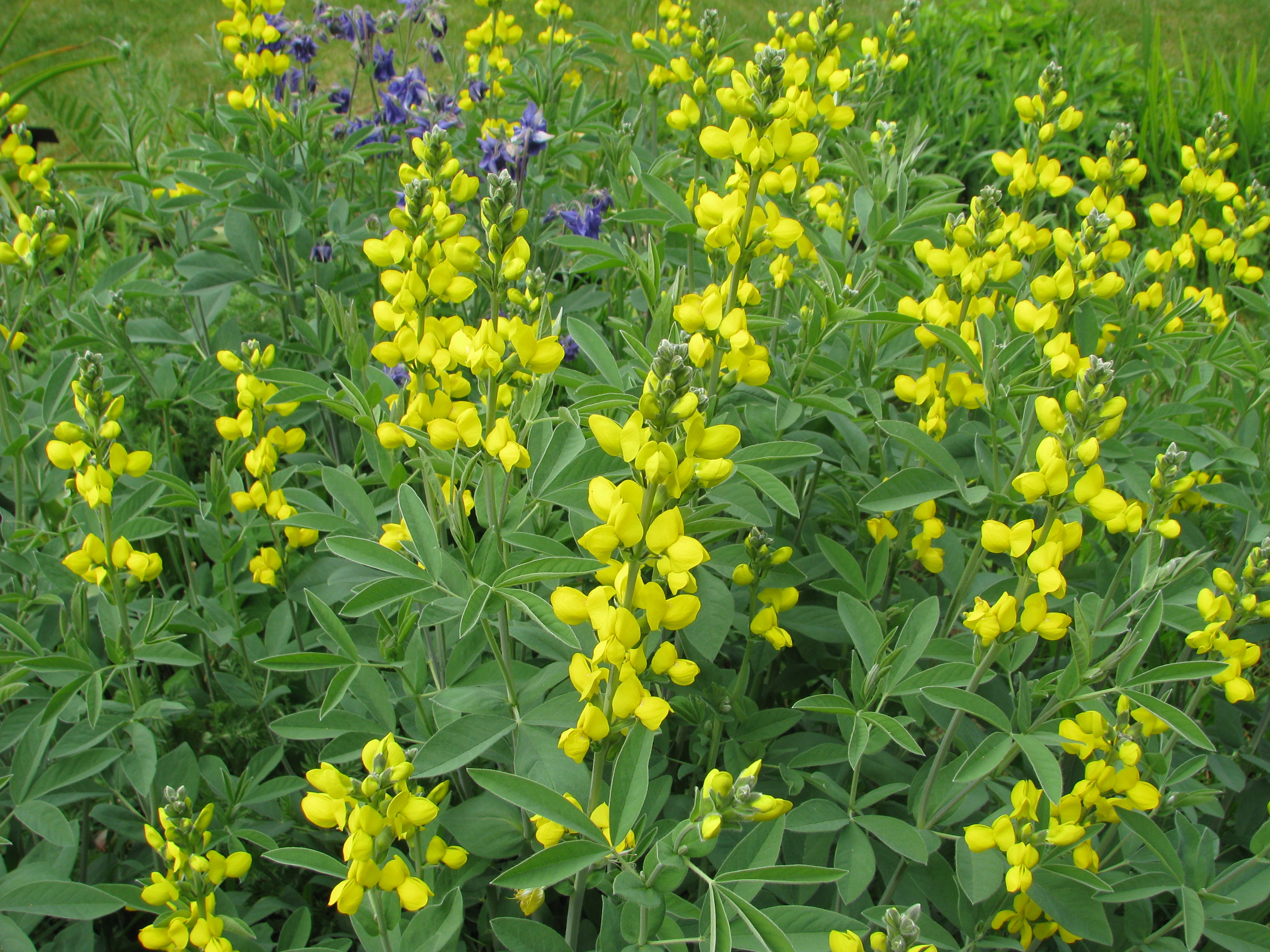
Thermopsis montana

PokrójByliny z pełzającym kłączem, z którego wyrastają wzniesione, jednoroczne pędy.
LiścieO blaszce trójlistkowej, wsparte okazałymi, liściastymi przylistkami. Przylistki są wolne z wyjątkiem tych odziomkowych, które zrastają się w błoniastą pochwę, na szczycie trójdzielną.
KwiatyMotylkowe, zebrane we wzniesione grona wyrastające szczytowo lub naprzeciw liści. Kielich dzwonkowaty, rozdęty doosiowo, zakończony 5 ząbkami. Korona żółta. Pręcików 10, o wolnych nitkach. Słupek pojedynczy, z jednego owocolistka, z górną zalążnią zawierającą od 4 do 22 zalążków.
OwoceStrąki skórzaste, proste lub wygięte, równowąskie lub jajowate. Zawierają nasiona kuliste lub nerkowate z drobnym białym hilum.

## Systematyka
Pozycja systematyczna
Jeden z rodzajów plemienia Thermopsideae z podrodziny bobowatych właściwych (Faboideae) z rodziny bobowatych (Fabaceae). Zaliczany tu tradycyjnie gatunek – Thermopsis turcica (endemit Azji Mniejszej) wyodrębniony został w 2014 roku w osobny, monotypowy rodzaj Vuralia jako V. turcica.
Wykaz gatunków
- Thermopsis alpina (Pall.) Ledeb.
- Thermopsis alterniflora Regel & Schmalh.
- Thermopsis barbata Benth.
- Thermopsis bargusinensis Czefr.
- Thermopsis californica S.Watson
- Thermopsis chinensis Benth. ex S.Moore
- Thermopsis dahurica Czefr.
- Thermopsis dolichocarpa V.A.Nikitin
- Thermopsis gracilis Howell
- Thermopsis gyirongensis S.Q.Wei
- Thermopsis hirsutissima Czefr.
- Thermopsis inflata Cambess.
- Thermopsis jacutica Czefr.
- Thermopsis lanceolata R.Br. – łubinnik wąskolistny
- Thermopsis longicarpa N.Ulziykh.
- Thermopsis macrophylla Hook. & Arn.
- Thermopsis mollis (Michx.) M.A.Curtis ex A.Gray – łubinnik miękkowłosy
- Thermopsis mongolica Czefr.
- Thermopsis montana Nutt. – łubinnik górski
- Thermopsis przewalskii Czefr.
- Thermopsis rhombifolia (Pursh) Richardson – łubinnik rombolistny
- Thermopsis robusta Howell
- Thermopsis schischkinii Czefr.
- Thermopsis smithiana E.Peter
- Thermopsis turkestanica Gand.
- Thermopsis villosa (Walter) Fernald & B.G.Schub.
- Thermopsis yushuensis S.Q.Wei